# Christian Schüttengruber
Christian Schüttengruber (* 8. November 1968 in Linz) ist ein österreichischer Musiker und Songwriter.

## Werdegang
Er war unter dem Künstlernamen Chris Taylor Bassist bei der Rockband Cariot (1989–1994, hatten mit Shine On einen Top-3-Hit in der Schweiz) und Sänger/Gitarrist bei The Royal Project (1984–1989). Er hat das österreichische Musikmagazin Metal Freak, später FREAK, gemeinsam mit Wolf Mayer herausgegeben. Zusammen bestritten sie einen letzten gemeinsamen Auftritt 1994 im Linzer Posthof mit der Coverband Freakbox. Diverse Studiomusiker-Tätigkeiten u. a. für das österreichische Dance-Duo Double Desire (Top 25-Hit in den Austro-Charts, 1988). Seit 2023 ist er wieder als Bassist bei der Rockband  Misses Doe.
Im bürgerlichen Beruf ist er seit 1993 als Verlagsverkaufsleiter beim Zielgruppen-Zeitungsverlag, der seit 1990 das Wirtschaftsmagazin CHEFINFO und seit 2000 das Lifestyle-Magazin moments Magazin (vormals „oberösterreichblicke“ und „Seitenblicke Magazin Spezial OÖ“) herausgibt. Der Verlag, der auch Kunden- und Mitarbeitermagazine produziert, gehört zum Weekend Verlag.

## Diskografie
mit The Royal Project
- 1986: Beyond Paradise (Cassette)

mit Cariot
- 1991: Shine On b/w Hold It (Single, Amadeus-Records/RUF-Records) (#3 Schweiz)[9][10]
- 1991: Do It Yourself (Cassette, RUF Records)
- 1992: Rock Kidz Gegen Hass (The Best Of Openair Lengnau 92'/Schweiz) – Various Artists / inkl. Running Away, Call Of The Wild (CD-Sampler)
- 1993: Aufsteiger 1993 – Various Artists / inkl. Time After Time, Calling My Name (CD-Sampler/PG Records)
- 1993: Right Between The Eyes (CD, CCP-Records)
- 1994: Köln horcht Linz – Various Artists / inkl. Running (CD-Sampler zur Musikmesse Köln/Posthof Records)

mit Freakbox
- 1994: Metal Freak Sampler – cover me inkl. Friday On My Mind und Do They Know It's Christmas (CD, Metal Freak-Sampler/CCP-Records)

mit Misses Doe
- 2023: Running (Radio Edit) (Single/CCP-Records/Bonsai Records)
- 2023: Fight Girls (Single/Bonsai Records)
- 2024: I Don‘t Know (Single/Bonsai Records)
- 2024: Daisy On A Red Balloon (Single/Bonsai Records)